# Cinachyrella hamata
Cinachyrella hamata är en svampdjursart som först beskrevs av Lendenfeld 1907.  Cinachyrella hamata ingår i släktet Cinachyrella och familjen Tetillidae. Inga underarter finns listade i Catalogue of Life.